# 살차크 토카

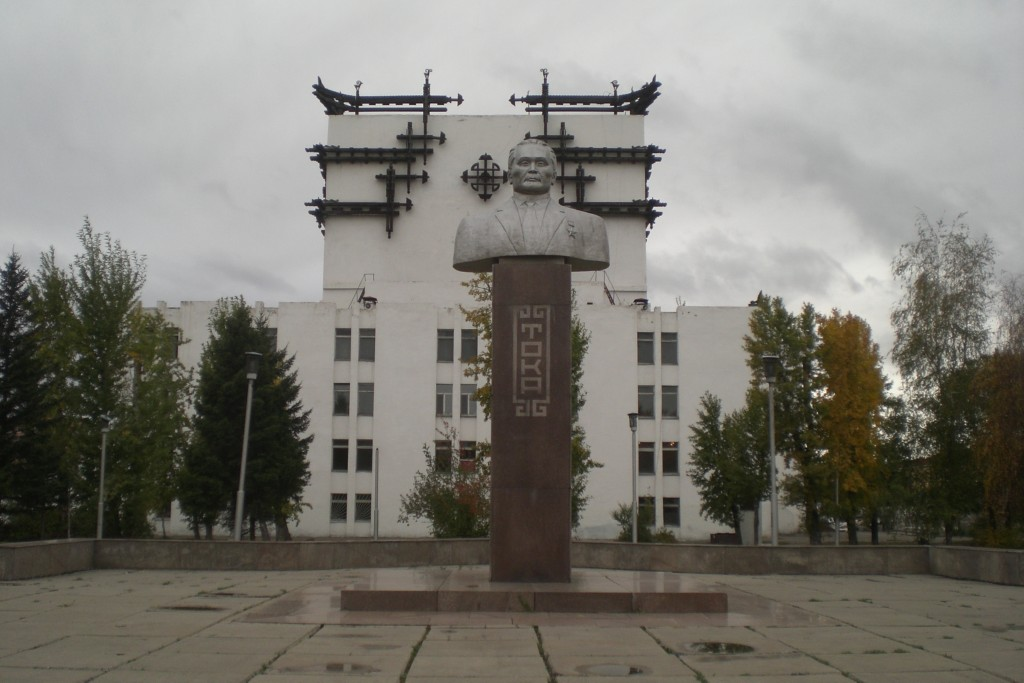
살차크 칼바크호레코비치 토카의 흉상

살차크 칼바크호레코비치 토카(러시아어: Салчак Калбакхорекович Тока, 투바어: Салчак Калбак-Хөрекович Тока, 1901년 12월 15일 ~ 1973년 5월 11일)는 투바 공화국의 정치인이다. 투바 인민 공화국이 존재할 당시에는 제2대 인민혁명당 서기장으로 재임하였으며 투바 인민 공화국이 소련에 병합된 이후에는 투바 공산당의 제1서기로 재임하였다.